# Alex Oxlade-Chamberlain
Alexander Mark David "Alex" Oxlade-Chamberlain / ˌɒksleɪd tʃeɪmbərlɪn / (Portsmouth, Anglaterra, 15 d'agost del 1993) és un futbolista anglès, que juga com a migcampista amb el Beşiktaş JK, i a la Selecció de futbol d'Anglaterra.

## Palmarès
Arsenal FC
- 3 Copes angleses: 2013-14, 2014-15, 2016-17.
- 3 Community Shield: 2014, 2015, 2017.

Liverpool FC
- 1 Campionat del Món de Clubs: 2019.
- 1 Lliga de Campions de la UEFA: 2018-19.
- 1 Supercopa d'Europa: 2019.
- 1 Premier League: 2019-20.
- 1 Copa de la Lliga anglesa: 2021-22.